# Szalai Ágnes
Szalai Ágnes (Kalocsa, 1991. április 7. –) labdarúgó, középpályás. Jelenleg a Szegedi AK labdarúgója.

## Pályafutása
2006-ban a Géderlaki KSE csapatában kezdte a labdarúgást. 2009-ben szerződött a Szegedi AK együtteséhez, melynek a csapatkapitánya. Tagja volt a 2010–11-es NB II-es bajnokcsapatnak.

## Sikerei, díjai
- NB II
  - bajnok: 2010–11 - Déli csoport